# Tomoko Sumishi
Tomoko Sumiishi (jap. 住石智子 Sumiishi Tomoko) (ur. 6 czerwca 1989) – japońska lekkoatletka specjalizująca się w skoku o tyczce.

## Osiągnięcia
- złoty medal mistrzostw Azji juniorów (Dżakarta 2008)[1]
- medalistka mistrzostw kraju

## Rekordy życiowe
- skok o tyczce – 4,10 (2012)
- skok o tyczce (hala) – 3,90 (2009)